# Stadion Kantrida
Het Stadion Kantrida is een voetbalstadion in de Kroatische stad Rijeka. In het stadion speelde HNK Rijeka haar thuiswedstrijden. Het stadion biedt plaats aan 12.600 toeschouwers.

## Interlands
| #   | Datum            | Wedstrijd            | Uitslag | Competitie           |
| --- | ---------------- | -------------------- | ------- | -------------------- |
| 1.  | 22 december 1990 | Kroatië – Roemenië   | 2 – 0   | Vriendschappelijk    |
| 2.  | 28 februari 1996 | Kroatië – Polen      | 2 – 1   | Vriendschappelijk    |
| 3.  | 3 juni 1998      | Kroatië – Iran       | 2 – 0   | Vriendschappelijk    |
| 4.  | 28 februari 2001 | Kroatië – Oostenrijk | 1 – 0   | Vriendschappelijk    |
| 5.  | 13 februari 2002 | Kroatië – Bulgarije  | 0 – 0   | Vriendschappelijk    |
| 6.  | 29 mei 2004      | Kroatië – Slowakije  | 1 – 0   | Vriendschappelijk    |
| 7.  | 7 februari 2007  | Kroatië – Noorwegen  | 2 – 1   | Vriendschappelijk    |
| 8.  | 16 oktober 2007  | Kroatië – Slowakije  | 3 – 0   | Vriendschappelijk    |
| 9.  | 24 mei 2008      | Kroatië – Moldavië   | 1 – 0   | Vriendschappelijk    |
| 10. | 8 oktober 2009   | Kroatië – Qatar      | 3 – 2   | Vriendschappelijk    |
| 11. | 11 oktober 2011  | Kroatië – Letland    | 2 – 0   | Kwalificatie EK 2012 |

Bijgewerkt t/m 26 februari 2020